# DP World Tour 2024
Navigation
Édition précédente Édition suivante
Le Circuit européen 2024 dit pour des raisons commerciales le DP World Tour 2024 (du nom de son sponsor DP World, entreprise publique émirati d’exploitation portuaire) est la 53e édition du DP World Tour, créé en 1972. Il se déroule sur l'année 2024, entre novembre 2023 et novembre 2024. La saison, organisé par la PGA européenne, est rythmée par la tenue de quarante-quatre tournois dont la plupart des tournois se tiennent en Europe. La saison s'articule autour des quatre tournois majeurs inscrits également au circuit de la PGA que sont le Masters, l'Open américain, l'Open britannique et le Championnat de la PGA. Enfin, elle également marquée par les Rolex Series, série de tournois intégrés au calendrier, moins prestigieux que les tournois majeurs, à l'issue de laquelle des dotations financières plus importantes sont attribuées.
Ce circuit est considéré comme un tremplin pour accéder au circuit de la PGA.

## Déroulement de la saison
Pour l'organisation de cette cinquante-troisième édition, la majorité des tournois se disputent en Europe, toutefois de nombreux tournois sont hors d'Europe en lien avec d'autres circuits pour solidifier les passerelles entre les différents circuits que sont le circuit de la PGA, circuit australasien de la PGA, le circuit d'Afrique australe nommé « Sunshine Tour », le circuit indien, le circuit coréen, le circuit japonais et le circuit chinois, le tout réparti en différentes phases géographiques. Le plateau est composé de golfeurs autant européens que non-européens. Le saison débute par le « Australian PGA Championship » remporté par l'Australien Min Woo Lee.
À l'issue de la saison, les dix premiers au classement du DP World Tour 2024 sont automatiquement intégrés pour la saison sur le circuit de la PGA 2025.

## Tournois
| Dates      | Tournoi                                  | Catégorie      | Vainqueur         | Gains totaux   | OWGR points |
| ---------- | ---------------------------------------- | -------------- | ----------------- | -------------- | ----------- |
| 26/11/2023 | Fortinet Austalian PGA Championship      |                | Min Woo Lee       | 2 000 000 AUD  | 13,51       |
| 26/11/2023 | Joburg Open                              |                | Dean Burmester    | 20 500 000 ZAR | 11,95       |
| 03/12/2023 | ISPS Handa Australian Open               |                | Joaquín Niemann   | 1 700 000 AUD  | 14,80       |
| 03/12/2023 | Investec South African Open Championship |                | Dean Burmester    | 1 500 000 $    | 12,59       |
| 10/12/2023 | Alfred Dunhill Championship              |                | Louis Oosthuizen  | 1,500,000 $    | 14,07       |
| 17/12/2023 | AfrAsia Bank Mauritius Open              |                | Louis Oosthuizen  | 1 200 000 $    | 11,05       |
| 14/01/2024 | Dubai Invitational                       |                | Tommy Fleetwood   | 2 500 000 $    | 20,13       |
| 21/01/2024 | Hero Dubai Desert Classic                | Rolex Series   | Rory McIlroy      | 9 000 000 $    | 29,73       |
| 28/01/2024 | Ras Al Khaimah Championship              |                | Thorbjørn Olesen  | 2 500 000 $    | 18,70       |
| 04/02/2024 | Bahrain Championship                     |                | Dylan Frittelli   | 2 500 000 $    | 17,70       |
| 11/02/2024 | Commercial Bank Qatar Masters            |                | Rikuya Hoshino    | 2 500 000 $    | 17,34       |
| 25/02/2024 | Magical Kenya Open                       |                | Darius van Driel  | 2 500 000 $    | 12,27       |
| 03/03/2024 | SDC Championship                         |                | Jordan Gumberg    | 1 500 000 $    | 13,81       |
| 10/03/2024 | Jonsson Workwear Open                    |                | Matteo Manassero  | 1 500 000 $    | 13,99       |
| 24/03/2024 | Porsche Singapore Classic                |                | Jesper Svensson   | 2 250 000 $    | 19,32       |
| 31/03/2024 | Hero Indian Open                         |                | Keita Nakajima    | 2 250 000 $    | 15,83       |
| 14/04/2024 | The Masters                              | Tournoi majeur | Scott Scheffler   | 20 000 000 $   | 100         |
| 21/04/2024 | Korea Championship                       |                |                   | 2 000 000 $    | -           |
| 28/04/2024 | ISPS Handa Championship                  |                | Yuto Katsuragawa  | 2 250 000 $    | 20,72       |
| 05/05/2024 | Volvo China Open                         |                | Adrian Otaegui    | 2 250 000 $    | 14,58       |
| 19/05/2024 | Championnat de la PGA                    | Tournoi majeur | Xander Schauffele | 18 500 000 $   | 100         |
| 26/05/2024 | Soudal Open                              |                | Nacho Elvira      | 2 500 000 $    | 18,18       |
| 02/06/2024 | European Open                            |                | Laurie Canter     | 2 500 000 $    | 19,58       |
| 09/06/2024 | Volvo Car Scandinavian Mixed             |                | Linn Grant        | 2 000 000 $    | -           |
| 16/06/2024 | US Open                                  | Tournoi majeur | Bryson DeChambeau | 21 500 000 $   | 100         |
| 23/06/2024 | KLM Open                                 |                | Guido Migliozzi   | 2 500 000 $    | 18,05       |
| 30/06/2024 | Italian Open                             |                | Tom McKibbin      | 3 250 000 $    | 19,14       |
| 07/07/2024 | BMW International Open                   |                | Ewen Ferguson     | 2 500 000 $    | 19,80       |
| 14/07/2024 | Genesis Scottish Open                    | Rolex Series   | Robert MacIntyre  | 9 000 000 $    | 65,37       |
| 14/07/2024 | Kentucky Championship                    |                | Harry Hall        | 4 000 000 $    | 25,12       |
| 21/07/2024 | The Open Championship                    | Tournoi majeur | Xander Schauffele | 17 000 000 $   | 100         |
| 21/07/2024 | Barracuda Championship                   |                | Nick Dunlap       | 4 000 000 $    | 27,34       |
| 18/08/2024 | D+D Real Czech Masters                   |                | David Ravetto     | 2 500 000 $    | 17,07       |
| 25/08/2024 | Danish Golf Championship                 |                | Frédéric Lacroix  | 2 500 000 $    | 16,66       |
| 01/09/2024 | Betfred British Masters                  |                | Niklas Nørgaard   | 3 500 000 $    | 22,51       |
| 08/09/2024 | Omega European Masters                   |                | Matt Walace       | 2 500 000 $    | 21,55       |
| 15/09/2024 | Amgen Irish Open                         |                | Rasmus Højgaard   | 6 000 000 $    | 28,64       |
| 22/09/2024 | BMW PGA Championship                     | Rolex Series   | Billy Horschel    | 9 000 000 $    | 34,38       |
| 29/09/2024 | Acciona Open de España                   |                | Angel Hidalgo     | 3 250 000 $    | 25,06       |
| 06/10/2024 | Alfred Dunhill Links Championship        |                | Tyrrell Hatton    | 5 000 000 $    | 37,88       |
| 13/10/2024 | FedEx Open de France                     |                | Dan Bradbury      | 3 250 000 $    | 22,48       |
| 20/10/2024 | Andalucía Masters                        |                | Julien Guerrier   | 3 250 000 $    | 23,72       |
| 27/10/2024 | Championnat Genesis                      |                | Byeong Hun An     | 4 000 000 $    | 15,55       |
| 10/11/2024 | Abu Dhabi Championship                   | Rolex Series   | Paul Waring       | 9 000 000 $    | 30,82       |
| 17/11/2024 | DP World Tour Championship               | Rolex Series   | Rory McIlroy      | 10 000 000 $   | 26,71       |

## Classements saison 2024

### Race to Dubai
| 1  | McIlroy     | T22 104 | T12 152 | 2nd 1113 | CUT 0   | 1st 1335 | T4 273   | T2 695   | T3 465   | 1st 2000 | T2 261  | 2nd 555 |         |         |         |         |        | 6,998 | 12 | 9.17 | 2.00 |
| 2  | R. Højgaard | •       | T68 21  | •        | T60 30  | T11 142  | T21 89   | T38 57   | T32 72   | 2nd 1335 | 2nd 334 | T8 64   | T6 90   | T4 139  | 3rd 312 | 1st 835 | T4 231 | 4,019 | 23 | 3.53 | 1.00 |
| 3  | Lawrence    | •       | CUT 0   | •        | 4th 500 | CUT 0    | CUT 0    | T2 695   | T6 253   | T30 103  | T7 83   | T10 58  | T2 261  | T2 224  | T2 261  | 2nd 555 |        | 3,316 | 26 | 2.92 | 0.75 |
| 4  | Hatton      | T9 202  | T63 25  | T26 96   | CUT 0   | T31 66   | •        | •        | 2nd 1000 | 6th 420  | T10 93  | 1st 835 |         |         |         |         |        | 2,797 | 10 | 2.80 | 0.55 |
| 5  | Waring      | •       | •       | •        | •       | T41 47   | •        | T45 45   | 1st 1500 | T16 162  | T6 90   | T3 155  | T10 55  | T6 84   | T7 116  |         |        | 2,630 | 27 | 2.22 | 0.45 |
| 6  | Horschel    | •       | T8 214  | T41 61   | T2 870  | •        | CUT 0    | 1st 1335 | •        | T47 65   |         |         |         |         |         |         |        | 2,545 | 8  | 3.28 | 0.35 |
| 7  | Fleetwood   | T3 517  | T26 90  | T16 135  | CUT 0   | T14 126  | T34 61   | T12 121  | T6 253   | T16 162  | 1st 500 | T9 204  | 3rd 312 |         |         |         |        | 2,481 | 12 | 2.78 | 0.30 |
| 8  | A. Scott    | T22 104 | CUT 0   | T32 78   | T10 185 | T7 195   | 2nd 889  | T57 25   | T46 46   | T3 620   | 6th 105 | T4 127  |         |         |         |         |        | 2,374 | 11 | 2.35 | 0.25 |
| 9  | MacIntyre   | •       | T8 214  | CUT 0    | T50 43  | •        | 1st 1335 | T12 121  | T19 107  | T7 292   | T5 194  |         |         |         |         |         |        | 2,373 | 11 | 2.66 | 0.20 |
| 10 | Svensson    | •       | T53 36  | •        | CUT 0   | T31 66   | T34 61   | CUT 0    | T44 53   | T7 292   | T2 224  | T2 261  | 1st 500 | 2nd 334 | 5th 212 |         |        | 2,322 | 28 | 1.66 | 0.15 |